# Řády, vyznamenání a medaile Senegalu
Státní vyznamenání Senegalu zahrnují následující řády a medaile:

## Řády

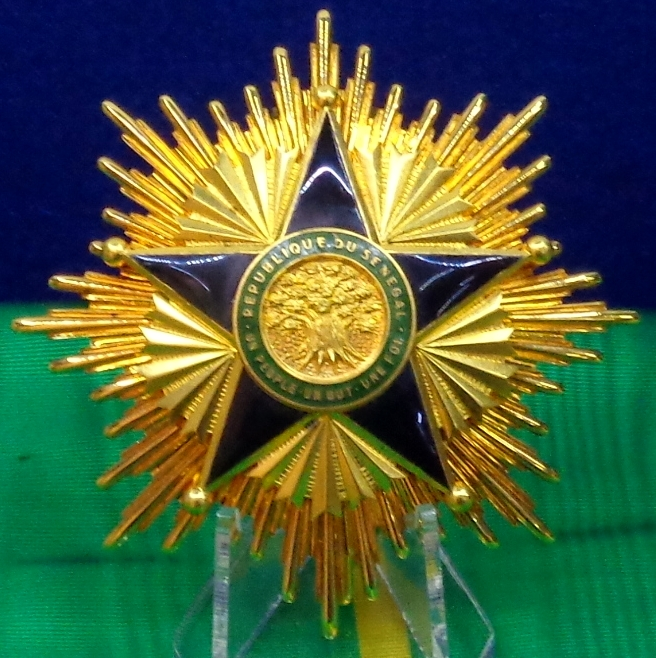
Hvězda Řádu za zásluhy

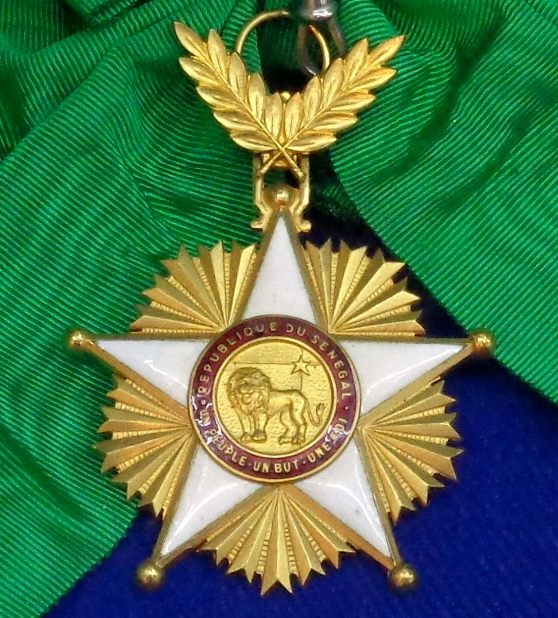
Velkokříž Národního řádu lva

- Národní řád lva (francouzsky Ordre national du Lion) byl založen 22. října 1960 a je nejvyšším státním vyznamenáním Senegalu.[1]
- Řád za zásluhy (francouzsky Ordre du mérite) byl založen 22. října 1960.[2]
- Řád 20. srpna (francouzsky Ordre du 20 Août) byl založen 2. října 1960.[3]
- Řád akademických palem (francouzsky Ordre des Palmes académiques) byl založen 23. prosince 1974.[4]
- Řád za zásluhy v zemědělství (francouzsky Ordre du Mérite agricole) byl založen 7. srpna 1982.[5]

## Medaile

### Vojenské medaile
- Kříž za vojenskou chrabrost (francouzsky Ordre du Mérite agricole) byl založen 1. února 1968. Udílen je za odvážné činy v dobách míru i v dobách války.[6]
- Vojenská medaile byla založena zákonem č. 64-312 ze dne 28. dubna 1964. Udílena je za chrabrost v dobách války či za dlouholetou a příkladnou službu v dobách míru.[7] Stuha se skládá ze tří stejně širokých pruhů v barvě zelené, žluté a zelené a oba její okraje jsou lemovány úzkými žlutými proužky.[8]
- Medaile za zranění je udílena za zranění v boji proti nepříteli. Stuha je zelená s červeným proužkem uprostřed.[9]

### Čestné medaile
- Čestná medaile armády byla založena 12. března 2007. Stuha je červená s modře lemovanými okraji.
- Čestná medaile četnictva byla založena roku 1978. Stuha je modrá se třemi úzkými proužky v barvě zelené, žluté a červené uprostřed.[10]
- Čestná medaile policie byla založena 29. května 1972. Stuha sestává z pruhů v barvě červené, žluté, zelené, žluté a červené.[11]
- Čestná medaile celní správy byla založena 13. ledna 1966. Stuha sestává z pruhů v barvě zelené, žluté, červené, žluté a zelené.[12]
- Čestná medaile hasičů byla založena 31. prosince 1980.[13]
- Čestná medaile učitelů[14]

### Další medaile
- Medaile práce byla založena 25. února 1966. Udílena je za dlouholetou službu. Velká zlatá medaile je udílena za 30 let práce, Zlatá medaile za 25 let a Postříbřená medaile za 20 let a Stříbrná medaile je udílena za 15 let práce. Stuha sestává ze tří stejně širokých podélných proužků v barvě zelené, žluté a červené a svým barevným provedením tak odpovídá senegalské vlajce.[15]
- Medaile dobrých řidičů nákladních vozidel[14]